# Leptidea gigantea
Leptidea gigantea är en fjärilsart som först beskrevs av John Henry Leech 1890.  Leptidea gigantea ingår i släktet Leptidea och familjen vitfjärilar. Inga underarter finns listade i Catalogue of Life.